# Helen Mirren
Dame Helen Lydia Mirren, DBE (sinh ngày 26 tháng 7 năm 1945) là một diễn viên người Anh. Bà đã giành được 1 giải Oscar, 4 giải SAG, 4 giải BAFTA, 3 giải Quả cầu vàng và 4 giải Emmy trong suốt sự nghiệp của mình.

## Danh mục phim
| Năm  | Tên phim                                      | Vai diễn                      | Ghi chú                               |
| ---- | --------------------------------------------- | ----------------------------- | ------------------------------------- |
| 1967 | Herostratus                                   |                               |                                       |
| 1968 | A Midsummer Night's Dream                     | Hermia                        |                                       |
| 1969 | Red Hot Shot                                  |                               |                                       |
| 1969 | Age of Consent                                | Cora Ryan                     |                                       |
| 1972 | Miss Julie                                    | Miss Julie                    |                                       |
| 1972 | Savage Messiah                                | Gosh Boyle                    |                                       |
| 1973 | O Lucky Man!                                  | Patricia                      |                                       |
| 1975 | Caesar and Claretta                           | Claretta Petacci              |                                       |
| 1976 | Hamlet                                        | Ophelia/Gertrude              |                                       |
| 1979 | The Quiz Kid                                  | Joanne                        | A phần of IPhim truyền hình Playhouse |
| 1979 | Caligula                                      | Caesonia                      |                                       |
| 1980 | Hussy                                         | Beaty                         |                                       |
| 1980 | The Fiendish Plot of Dr. Fu Manchu            | Alice Rage                    |                                       |
| 1980 | The Long Good Friday                          | Victoria                      |                                       |
| 1981 | Excalibur                                     | Morgana                       |                                       |
| 1984 | Cal                                           | Marcella                      |                                       |
| 1984 | 2010: The Year We Make Contact                | Tanya Kirbuk                  |                                       |
| 1984 | Faerie Tale Theatre: "The Little Mermaid"     | Princess Amelia               | Phim truyền hình bộ: 1 tập            |
| 1985 | Heavenly Pursuits                             | Ruth Chancellor               |                                       |
| 1985 | Coming Through                                | Frieda von Richthofen Weekley |                                       |
| 1985 | White Nights                                  | Galina Ivanova                |                                       |
| 1986 | The Mosquito Coast                            | Mother Fox                    |                                       |
| 1988 | Pascali's Island                              | Lydia Neuman                  |                                       |
| 1989 | When the Whales Came                          | Clemmie Jenkins               |                                       |
| 1989 | The Cook, the Thief, His Wife & Her Lover     | Georgina Spica                |                                       |
| 1990 | Bethune: The Making of a Hero                 | Frances Penny Bethune         |                                       |
| 1990 | The Comfort of Strangers                      | Caroline                      |                                       |
| 1991 | Prime Suspect                                 | Jane Tennison                 | Phim truyền hình bộ                   |
| 1991 | Where Angels Fear to Tread                    | Lilia Herriton                |                                       |
| 1993 | The Hawk                                      | Annie Marsh                   |                                       |
| 1993 | Royal Deceit                                  | Geruth                        |                                       |
| 1994 | The Madness of King George                    | Queen Charlotte               |                                       |
| 1995 | The Snow Queen                                | Snow Queen                    | (giọng nói)                           |
| 1996 | Some Mother's Son                             | Kathleen Quigley              | Also Associate Producer               |
| 1996 | Losing Chase                                  | Chase Phillips                | Phim truyền hình                      |
| 1997 | Critical Care                                 | Stella                        |                                       |
| 1998 | Sidoglio Smithee                              |                               |                                       |
| 1998 | Tracey Takes On...                            | Professor Horen               | Phim truyền hình bộ: 1 tập            |
| 1998 | The Prince of Egypt                           | The Queen                     | (giọng nói)                           |
| 1999 | The Passion of Ayn Rand                       | Ayn Rand                      |                                       |
| 1999 | Teaching Mrs. Tingle                          | Mrs. Eve Tingle               |                                       |
| 2000 | Greenfingers                                  | Georgina Woodhouse            |                                       |
| 2001 | The Pledge                                    | Doctor                        |                                       |
| 2001 | No Such Thing                                 | The Boss                      |                                       |
| 2001 | Happy Birthday                                | Distinguished Woman           | Also Director                         |
| 2001 | Last Orders                                   | Amy                           |                                       |
| 2001 | Gosford Park                                  | Mrs. Wilson                   |                                       |
| 2003 | The Roman Spring of Mrs. Stone                | Karen Stone                   | Phim truyền hình                      |
| 2003 | Calendar Girls                                | Chris Harper                  |                                       |
| 2004 | The Clearing                                  | Eileen Hayes                  |                                       |
| 2004 | Raising Helen                                 | Dominique                     |                                       |
| 2005 | The Hitchhiker's Guide to the Galaxy          | Deep Thought                  | (giọng nói)                           |
| 2005 | Elizabeth I                                   | Queen Elizabeth I             |                                       |
| 2005 | Shadowboxer                                   | Rose                          |                                       |
| 2006 | The Queen                                     | Queen Elizabeth II            |                                       |
| 2007 | National Treasure: Book of Secrets            | Emily Appleton                |                                       |
| 2008 | Inkheart                                      | Elinor Loredan                |                                       |
| 2009 | State of Play                                 | Cameron Lynne                 |                                       |
| 2009 | The Last Station                              | Sofya Tolstoy                 |                                       |
| 2010 | Love Ranch                                    | Grace Bontempo                |                                       |
| 2010 | The Tempest                                   | Prospera                      |                                       |
| 2010 | Brighton Rock                                 | Ida                           |                                       |
| 2010 | RED                                           | Victoria                      |                                       |
| 2010 | Legend of the Guardians: The Owls of Ga'Hoole | Nyra                          | (giọng nói)                           |
| 2010 | Saturday Night Live                           | Chính mình                    | Phim truyền hình (cameo)              |
| 2011 | Arthur                                        | Lillian Hobson                |                                       |
| 2011 | Saturday Night Live                           | Chính mình (host)             | Phim truyền hình                      |
| 2011 | The Debt                                      | Rachel Singer                 |                                       |
| 2012 | The Door                                      | Emerenc                       |                                       |
| 2012 | Glee                                          | Giọng nói of Becky Jackson    | Phim truyền hình                      |
| 2012 | Hitchcock                                     | Alma Reville                  |                                       |